# حمام حقیقی
حمام جشن‌آباد مربوط به پهلوی دوم است و در شهرستان درگز، شهر نوخندان - میدان کشاورز، خ ابوعلی سینا، جنب کتابخانه سید علی میرنیا واقع شده و این اثر در تاریخ ۲۵ آبان ۱۳۸۴ با شمارهٔ ثبت ۱۳۸۸۸ به‌عنوان یکی از آثار ملی ایران به ثبت رسیده‌است.